# 鹿児島銀行ラグビー部
鹿児島銀行ラグビー部（かごしまぎんこうラグビーぶ、英: THE KAGOSHIMA Bank Rugby Football Team）は、トップキュウシュウに所属する鹿児島銀行のラグビーユニオンチーム。

## 概要
- Bチームは「鹿銀ボンバーズ」として鹿児島県リーグに在籍する[1]。

## 成績

### リーグ戦戦績
- 2003-2004 トップキュウシュウB 2位、トップキュウシュウB残留
- 2004-2005 トップキュウシュウB 7位
- 2005-2006 トップキュウシュウB 6位
- 2006-2007 トップキュウシュウB 5位
- 2007-2008 トップキュウシュウB 2位、トップキュウシュウB残留
- 2008-2009 トップキュウシュウB 優勝 、トップキュウシュウA昇格
- 2009-2010 トップキュウシュウA 4位
- 2010-2011 トップキュウシュウA 7位、トップキュウシュウB降格
- 2011-2012 トップキュウシュウB 4位
- 2012-2013 トップキュウシュウB 2位（予選リーグ ：2位 5勝1敗、プレーオフ：1勝1敗）、入替戦：勝利、トップキュウシュウA昇格
- 2013-2014 トップキュウシュウA 5位（予選リーグ ：7位 6敗、決勝リーグ：4-7位グループ 2勝1敗）
- 2014-2015 トップキュウシュウA 7位（予選リーグ ：7位 6敗、決勝リーグ：4-7位グループ 3敗）、入替戦：敗戦、トップキュウシュウB降格
- 2015-2015 トップキュウシュウB 優勝（5勝1敗）、入替戦：敗戦、トップキュウシュウB残留
- 2016-2017 トップキュウシュウB 優勝（5勝）、トップキュウシュウA昇格
- 2017-2018 トップキュウシュウA 5位（予選リーグ ：5位 4敗、決勝リーグ：4位・5位決定戦 敗戦）、入替戦：勝利、トップキュウシュウA残留
- 2018-2019 トップキュウシュウA 2位（予選リーグ ：3位 2勝2敗、決勝リーグ：1-3位グループ 1勝1敗）
- 2019-2020 トップキュウシュウA 6位（5敗）、入替戦：勝利、トップキュウシュウA残留
- 2020-2021 リーグ中止
- 2021-2022 リーグ中止
- 2022-2023 トップキュウシュウA 6位（5敗）、入替戦：敗戦、トップキュウシュウB降格
- 2023-2024 トップキュウシュウB 優勝（3勝）、入替戦：敗戦、次年度よりリーグ再編に伴い昇格
- 2024-2025 トップキュウシュウ 6位（リーグ戦：カンファレンスA3位 1勝2敗、順位決定戦：1回戦 勝利、5位決定戦 敗戦）

## 鹿児島市のスポーツチーム
- 鹿児島ドリームウェーブ
- 鹿児島ユナイテッドFC
- 鹿児島レブナイズ